# Conthil
Conthil là một xã trong vùng Grand Est, thuộc tỉnh Moselle, quận Château-Salins, tổng Château-Salins. Tọa độ địa lý của xã là 48° 53' vĩ độ bắc, 06° 39' kinh độ đông. Conthil nằm trên độ cao trung bình là 255 mét trên mực nước biển, có điểm thấp nhất là 219 mét và điểm cao nhất là 320 mét. Xã có diện tích 9,31 km², dân số vào thời điểm 2004 là 172 người; mật độ dân số là 18,3 người/km². Xã thuộc Pháp từ năm 1766.

## Thông tin nhân khẩu
| 1962 | 1968 | 1975 | 1982 | 1990 | 1999 |
| ---- | ---- | ---- | ---- | ---- | ---- |
| 172  | 205  | 203  | 184  | 179  | 163  |